# ارشیدوک ویلهلم اتریش
ارشیدوک ویلهلم اتریش (اوکراینی: Василь Вишиваний، آوانگاری: Vasyl Vyshyvani; ۱۰ فوریهٔ ۱۸۹۵ – ۱۸ اوت ۱۹۴۸) شاعر، پرسنل نظامی، و سیاستمدار اهل اتریش بود.